# ヒマワリ:unUtopial World
『ヒマワリ：unUtopial World』は、林トモアキによる日本のライトノベル。『レイセン』の続編にあたり、イラストはマニャ子が担当している。角川スニーカー文庫（KADOKAWA）より2016年2月から2019年9月まで刊行された。
「天界クロニクル」の一作で、ストーリー上の時系列順に、『ばいおれんす☆まじかる!』、『お・り・が・み』、『戦闘城塞マスラヲ』、『レイセン』、『ヒマワリ：unUtopial World』、『ミスマルカ興国物語』は、世界観を共有している。本作は『レイセン』の四年後が舞台となっている。2016年7月時点で「天界クロニクル」シリーズの累計部数は160万部を突破している。

## 登場人物
ヒマワリ / 日向葵（ひゅうが あおい）
本作の主人公。元ひきこもり。

## 既刊一覧
- 林トモアキ（著）・マニャ子（イラスト） 『ヒマワリ:unUtopial World』 KADOKAWA〈角川スニーカー文庫〉、全8巻
  1. 2016年2月1日発売[4]、ISBN 978-4-04-104041-6
  2. 2016年7月1日発売[5]、ISBN 978-4-04-104042-3
  3. 2016年12月1日発売[6]、ISBN 978-4-04-104995-2
  4. 2017年5月1日発売[7]、ISBN 978-4-04-105517-5
  5. 2017年11月1日発売[8]、ISBN 978-4-04-105514-4
  6. 2018年5月1日発売[9]、ISBN 978-4-04-106525-9
  7. 2018年12月1日発売[10]、ISBN 978-4-04-106526-6
  8. 2019年9月1日発売[11]、ISBN 978-4-04-106528-0